# Hampton Open 1973
L'Hampton Open 1973 è stato un torneo di tennis giocato sul cemento indoor. È stata la 3ª edizione dell'Hampton Grand Prix, che fa parte del Commercial Union Assurance Grand Prix 1973. Si è giocato a Hampton negli Stati Uniti, dal 26 febbraio al 4 marzo 1973.

## Campioni

### Singolare
Jimmy Connors ha battuto in finale  Ilie Năstase con il punteggio di 4–6, 6–3, 7–5, 6–3

### Doppio
Clark Graebner /  Ilie Năstase hanno battuto in finale  Jimmy Connors /  Ion Țiriac con il punteggio di 6–2, 6–1